# Die Himmel erzählen die Ehre Gottes, BWV 76

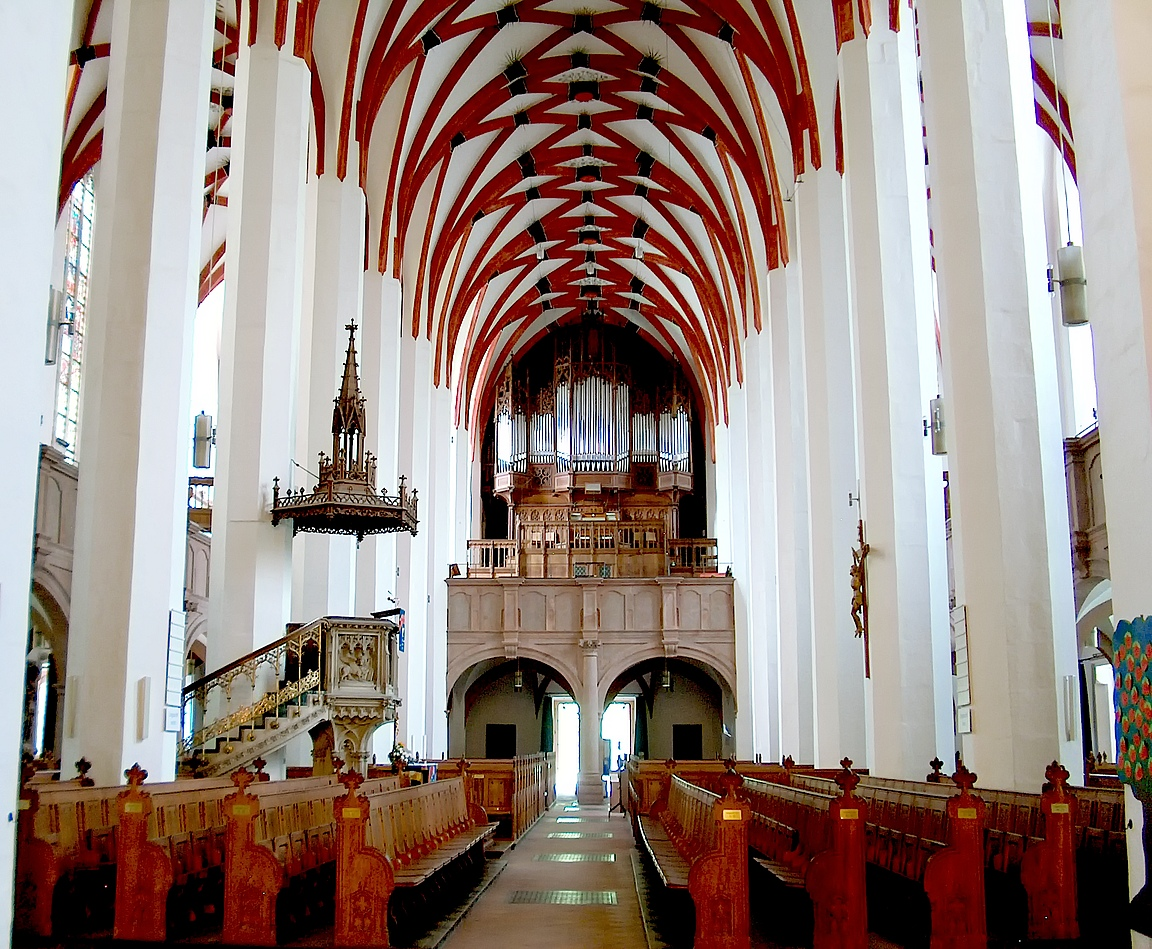
Thomaskirche, Leipzig.

Die Himmel erzählen die Ehre Gottes, BWV 76 (Los cielos narran la gloria de Dios) es una cantata de iglesia escrita por Johann Sebastian Bach en Leipzig para el segundo domingo después de la Trinidad y estrenada el 6 de junio de 1723.
Bach compuso esta obra en un momento decisivo de su carrera. Tras una serie de trabajos en diversas iglesias y cortes, asumió su puesto como Thomaskantor en Leipzig el primer domingo después de la Trinidad, 30 de mayo de 1723. La cantata Die Elenden sollen essen, BWV 75 marca el comienzo de su primer ciclo anual de cantatas, que a su vez dio inicio al ambicioso proyecto de componer una cantata nueva para cada evento del año litúrgico. La BWV 75 es una obra compleja con una inusual disposición de catorce movimientos, que se dividen en dos partes simétricas de siete movimientos cada una. Die Himmel erzählen die Ehre Gottes presenta la misma estructura. El poeta anónimo empieza el texto con una cita del Salmo 19 y hace referencia a las lecturas establecidas del Nuevo Testamento y del Antiguo. En la orquestación de la primera parte Bach incluyó una trompeta como símbolo de la gloria de Dios. En la segunda parte, que se interpreta después del sermón y durante la comunión, escribió música de cámara con oboe d'amore y viola da gamba, para abordar la "devoción fraternal". Ambas partes se cierran con una estrofa del himno Es woll uns Gott genädig sein escrito por Martín Lutero en 1524.

## Historia
Bach había ocupado puestos como Kantor y organista en numerosas iglesias, así como en las cortes de Weimar y Köthen, cuando solicitó el cargo de Thomaskantor en Leipzig. Tenía 38 años y contaba con una reputación como organista y experto en órgano. Había compuesto cantatas sacras especialmente la cantata fúnebre Actus tragicus hacia 1708. En Weimar había comenzado el proyecto de cubrir todos los eventos del año litúrgico creando una cantata cada mes durante cuatro años. Entre la producción de ese tiempo destacan Weinen, Klagen, Sorgen, Zagen, BWV 12, Nun komm, der Heiden Heiland, BWV 61 y Erschallet, ihr Lieder, BWV 172.
Bach compuso esta obra durante su primer año como Thomaskantor en Leipzig para el segundo domingo después de la Trinidad. Forma parte de su primer ciclo anual de cantatas corales. Bach había empezado a componer una cantata prácticamente para cada domingo y festivo del año litúrgico, un proyecto que Christoph Wolff describió como "una empresa artística de la mayor escala". Esta cantata es similar en muchos aspectos a la obra anterior. Mientras que la BWV 75 probablemente fue empezada en Köthen, la BWV 76 pudo haber sido compuesta en Leipzig, conforme a un manuscrito con muchas correcciones. La cantata fue interpretada por primera vez el 6 de junio de 1723 en Thomaskirche, una semana después de haber tomado posesión del cargo de cantor en Leipzig con Die Elenden sollen essen, BWV 75.

## Análisis

### Texto

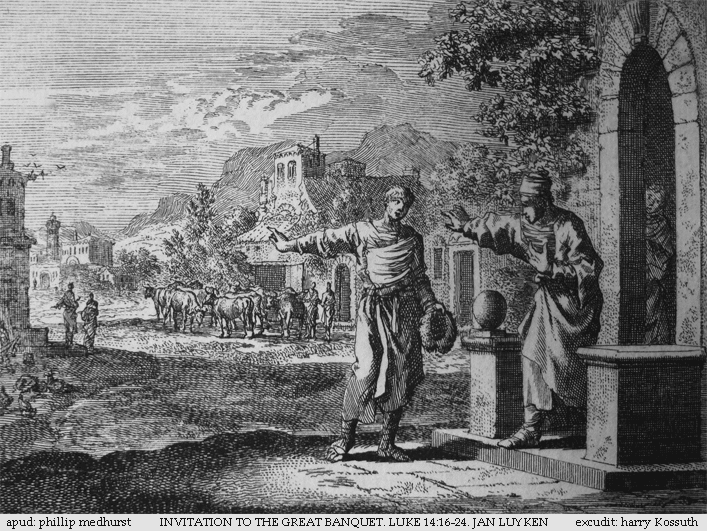
La invitación al gran banquete de Jan Luyken, Biblia de Bowyer.

Las lecturas establecidas para ese día eran de la primera epístola de Juan, "quien afirme que conoce a Dios o que está en él pero no ama a su hermano, es un mentiroso" (1 Juan 3:17-18), y del evangelio según San Lucas, la parábola del banquete de bodas (Lucas 14:16-24). 
El poeta desconocido probablemente fue el mismo que para la primera cantata escrita para Leipzig, también organizada en catorce movimientos que se dividen en dos partes simétricas. De nuevo la cantata comienza con las palabras de un salmo, Salmos 19:1-3 (versículos 2 y 4 en la Biblia de Lutero), "El cielo proclama la gloria de Dios, y el firmamento anuncia Su obra. No hay discurso o lenguaje, donde no es escuchada su voz", conectando el Evangelio con el Antiguo Testamento. El poeta a lo largo de los movimientos 2 y 3 expande el pensamiento del universo alabando la creación de Dios. En los dos movimientos siguientes deplora, siguiendo el Evangelio, que sin embargo la gente no ha seguido la invitación de Dios, por tanto ha tenido que invitar a "von allen Straßen" (de todas las calles) y bendecir a aquellos, como dice el movimiento 6.
La primera parte concluye con la primera estrofa del coral Es woll uns Gott genädig sein escrito por Martín Lutero en 1524, una paráfrasis del Salmo 67. La primera parte estaba pensada para ser interpretada antes del sermón y la segunda después del sermón durante la comunión. La segunda parte trata sobre habla de las obligaciones de los que siguen la invitación de Dios, de pasar el amor de Cristo a fin de alcanzar el cielo en la tierra, un pensamiento también expresado en la lectura de la epístola. La tercera estrofa del coral de Lutero cierra la obra.

### Instrumentación
La obra está escrita para cuatro voces solistas (soprano, alto, tenor y bajo), un coro a cuatro voces; trompeta, dos oboes, un oboe d'amore, dos violines, viola, viola da gamba y bajo continuo incluyendo fagot.

### Estructura
Consta de catorce movimientos, que se organizan en dos partes pensadas para ser interpretadas antes y después del sermón respectivamente. La duración de la interpretación es aproximadamente de 35 minutos. En la siguiente tabla de movimientos la partitura dividida en voces, viento y cuerda, sigue el Neue Bach-Ausgabe. El grupo del continuo no aparece en la lista, ya que toca a lo largo de toda la obra. Las tonalidades y los compases están tomados de Alfred Dürr.
Parte 1
| N.º | Tipo       | Texto (fuente)                                      | Voces | Viento | Cuerda  | Tonalidad           | Compás |
| --- | ---------- | --------------------------------------------------- | ----- | ------ | ------- | ------------------- | ------ |
| 1   | Coro       | Die Himmel erzählen die Ehre Gottes (Salmos 19:1-3) | SATB  | Tr 2Ob | 2Vl Va  | do mayor            | 3/4    |
| 2   | Recitativo | So lässt sich Gott nicht unbezeuget! (anón.)        | T     |        | 2Vl Va  | la menor - mi menor | 4/4    |
| 3   | Aria       | Hört, ihr Völker, Gottes Stimme (anón.)             | S     |        | Vl solo | sol mayor           | 4/4    |
| 4   | Recitativo | Wer aber hört (anón.)                               | B     |        |         | mi menor - do mayor | 4/4    |
| 5   | Aria       | Fahr hin, abgöttische Zunft! (anón.)                | B     | Tr     | 2Vl Va  | do mayor            | 4/4    |
| 6   | Recitativo | Du hast uns, Herr, von allen Straßen (anón.)        | A     |        |         | mi menor            | 4/4    |
| 7   | Coral      | Es woll uns Gott genädig sein (Lutero)              | SATB  | Tr     | 2Vl Va  | mi menor            | 4/4    |

Parte 2
| N.º | Tipo       | Texto (fuente)                           | Voces | Viento | Cuerda    | Tonalidad           | Compás |
| --- | ---------- | ---------------------------------------- | ----- | ------ | --------- | ------------------- | ------ |
| 8   | Sinfonia   |                                          |       | Oa     | Vg        | mi menor            |        |
| 9   | Recitativo | Gott segne noch die treue Schar (anón.)  | B     |        | 2Vl Va Vg | si menor - la menor | 4/4    |
| 10  | Aria       | Hasse nur, hasse mich recht (anón.)      | T     |        | Vg        | la menor            | 3/4    |
| 11  | Recitativo | Ich fühle schon im Geist (anón.)         | A     | Vg     |           | fa mayor - do mayor | 4/4    |
| 12  | Aria       | Liebt, ihr Christen, in der Tat! (anón.) | A     | Oa     | Vg        | mi menor            | 9/8    |
| 13  | Recitativo | So soll die Christenheit (anón.)         | T     |        |           | do mayor - mi menor | 4/4    |
| 14  | Coral      | Es danke, Gott, und lobe dich (Lutero)   | SATB  | Tr     | 2Vl Va    | mi menor            | 4/4    |

Las dos partes de siete movimientos cada una, está compuestas siguiendo una disposición casi idéntica que alterna recitativos y arias con un coral de cierre. La única diferencia es que la segunda parte comienza con una sinfonia en lugar de un coro.
Igual que en el coro inicial de BWV 75, Bach dispone el salmo en dos secciones, de manera similar a un preludio y una fuga a gran escala. Un concerto instrumental une el preludio completo, la trompeta llama para proclamar la gloria de Dios. La fuga en do mayor es una fuga de permutación que desarrolla el sujeto dos veces, empezando con las voces, hasta una entrada triunfal de la trompeta, similar en desarrollo al primer coro de Wir danken dir, Gott, wir danken dir, BWV 29, compuesto mucho más adelante y utilizado en dos ocasiones en la Misa en si menor, BWV 232. Joseph Haydn posteriormente arregló el mismo texto, también en do mayor, en su oratorio La creación.
En el primer recitativo la cuerda acompaña a la voz, con mayor intensidad en motivos en el arioso de la sección central, en palabras de Gardiner "para evocar el espíritu de Dios moviéndose sobre la superficie de las aguas". La trompeta y la voz del bajo se emplean para transmitir la llamada "para desterrar a la tribu de los idólatras", mientras que la cuerda posiblemente ilustra "las hordas de infieles". El último recitativo conduce en un arioso hacia el coral. En el coral Bach hace que el violín toque una parte obbligato en el arreglo a cuatro voces y separa las líneas mediante interludios, mientras la trompeta anticipa la línea a seguir. El continuo interpreta en ostinato un motivo que se deriva de la primera línea del coral.
La primera parte empieza con una trompeta que anuncia ("erzählen") la gloria de Dios, mientras que la segunda parte comienza con una íntima música de cámara con el oboe d'amore y la viola da gamba, concentrados en la "devoción fraternal" ("brüderliche Treue"). Una sinfonia en mi menor para estos dos instrumentos es una reminiscencia tanto de la producción musical de Bach en la corte de Köthen como de una obertura francesa, marcada adagio y luego vivace. Bach utilizó la música de este movimiento más adelante en su Sonata a trío para órgano, BWV 528. Gardiner denomina el movimiento "en efecto una sonata da chiesa". El aria para tenor ilustra el "masoquista" "¡Ódiame, entonces, ódiame con toda tu fuerza, o raza hostil!" a través de una primera entrada disonante sobre una línea de bajo en ostinato llena de saltos cromáticos y de silencios de interrupción. El oboe d'amore y la viola da gamba vuelven a acompañar en la última aria, y "las cualidades sombrías de la voz y los instrumentos crean una sensación de paz e introspección". La música del coral de cierre es idéntica a la de la primera parte.

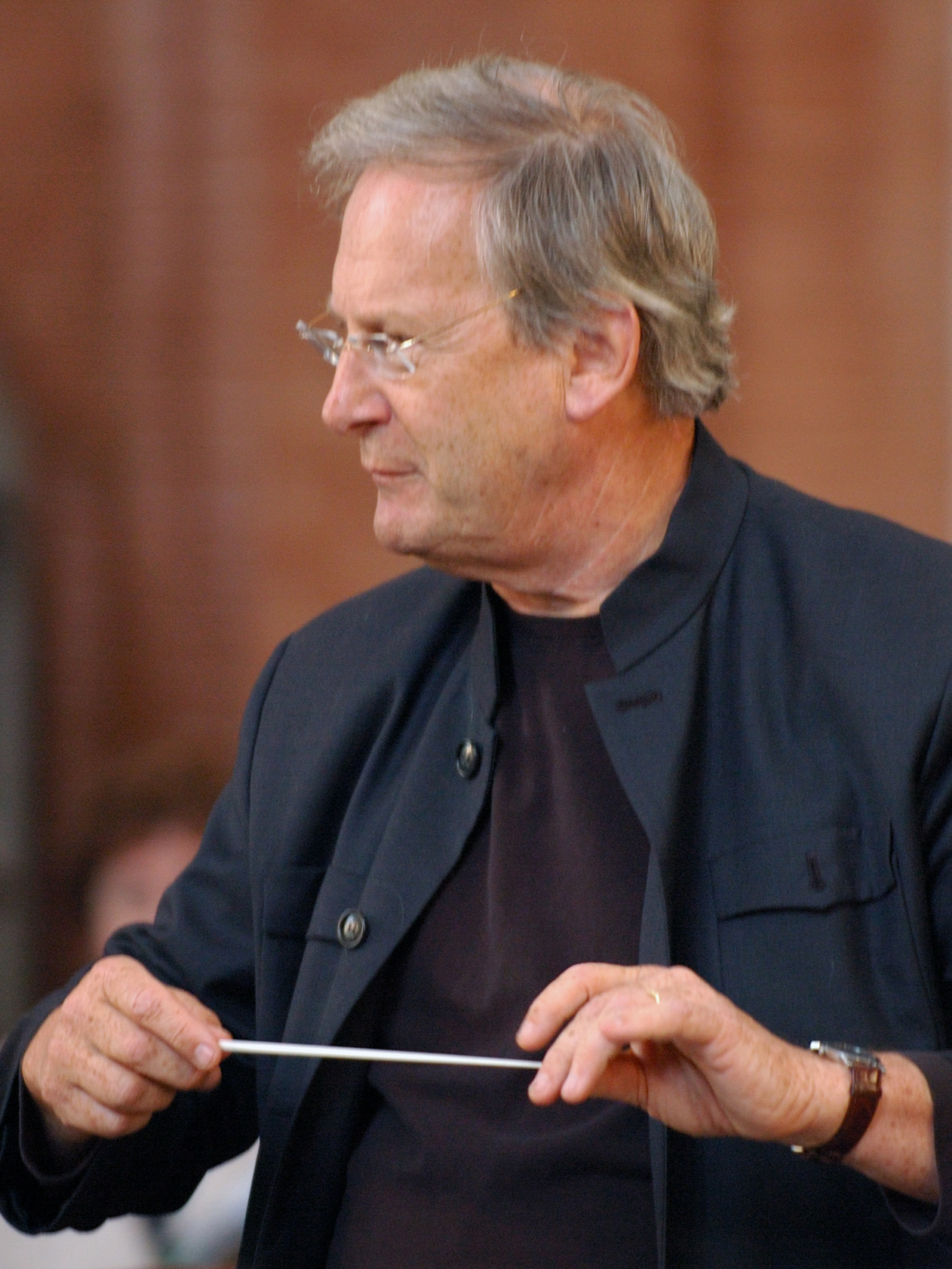
John Eliot Gardiner, 2007

John Eliot Gardiner, que dirigió el Bach Cantata Pilgrimage con el Coro Monteverdi en 2000, evaluó esta obra en conexión con la primera cantata de Bach para Leipzig:

«Esta cantata es claramente más que una simple secuela de Die Elenden sollen essen... del domingo anterior, juntas forman un díptico que revela una continuidad temática extendida durante dos semanas, con abundantes referencias cruzadas entre los dos arreglos de evangelios y epístolas, más allá de los obvios paralelismos entre el mandato de dar caritativamente a los hambrientos (BWV 75) y del amor fraternal manifestado en acción (BWV 76).»

Para Gardiner estas obras ofrecen "una interpretación característicamente luterana" de la primera epístola de Juan. También señaló la profundidad de los usos metafóricos de "comer y beber", resaltando "la mesa del rico, del que Lázaro intentó reunir las migas caídas (BWV 75), en oposición a la "gran cena" y la invitación de Dios a través de Cristo al banquete de la vida eterna (BWV 76) ". Sintetizando ambas piezas, Gardiner escribió:

«Evidentemente mucha reflexión y planificación previa había tenido lugar mientras Bach estaba aún en Köthen, así como debates con su libretista desconocido y posiblemente con los representantes del clero de Leipzig, antes de que pudiera establecer el estilo, el tono y la configuración narrativa de estas dos impresionantes obras.»

## Discografía selecta
De esta pieza se han realizado una serie de grabaciones entre las que destacan las siguientes.
- 1952 – J.S. Bach: Cantata No. 76. Hermann Scherchen, Wiener Akademie-Kammerchor, Wiener Staatsoper-Orchester, Magda László, Hilde Rössel-Majdan, Petre Munteanu, Richard Standen (Westminster)
- 1959 – Les Grandes Cantates de J.S. Bach Vol. 1. Fritz Werner, Heinrich-Schütz-Chor Heilbronn, Pforzheim Chamber Orchestra, Ingeborg Reichelt, Hertha Töpper, Helmut Krebs, Franz Kelch (Erato)
- 1975 – Bach Cantatas Vol. 3. Karl Richter, Münchener Bach-Chor, Münchener Bach-Orchester, Edith Mathis, Anna Reynolds, Peter Schreier, Kurt Moll (Archiv Produktion)
- 1976 – J. S. Bach: Das Kantatenwerk Vol. 20. Nikolaus Harnoncourt, Tölzer Knabenchor, Concentus Musicus Wien, solista del Tölzer Knabenchor, Paul Esswood, Kurt Equiluz, Ruud van der Meer (Teldec)
- 1978 – Die Bach Kantate Vol. 18. Helmuth Rilling, Gächinger Kantorei, Bach-Collegium Stuttgart, Arleen Augér, Helen Watts, Adalbert Kraus, Siegmund Nimsgern (Hänssler)
- 1997 – J.S. Bach: Complete Cantatas Vol. 6. Ton Koopman, Amsterdam Baroque Orchestra & Choir, Ruth Ziesak, Elisabeth von Magnus, Paul Agnew, Klaus Mertens (Antoine Marchand)
- 1998 – J.S. Bach: Cantatas Vol. 9. Masaaki Suzuki, Bach Collegium Japan, Midori Suzuki, Robin Blaze, Gerd Türk, Peter Kooy (BIS)
- 2000 – Bach Edition Vol. 20: Cantatas Vol. 11. Pieter Jan Leusink, Holland Boys Choir, Netherlands Bach Collegium, Marjon Strijk, Sytse Buwalda, Knut Schoch, Bas Ramselaar (Brilliant Classics)
- 2000 – Bach Cantatas Vol. 2. John Eliot Gardiner, Monteverdi Choir, English Baroque Soloists, Lisa Larsson, Daniel Taylor, James Gilchrist, Stephen Varcoe (Soli Deo Gloria)